# Vought F6U Pirate
Воут F6U «Пират» (англ. Vought F6U Pirate) — американский реактивный истребитель палубного базирования, разработанный фирмой «Vought» для ВМС США в середине 1940-х годов. Стал первым в мире серийным истребителем с форсажной камерой. В конструкции самолёта применялся новый прочный и лёгкий композитный материал — металлит. Не получил широкого распространения, использовался исключительно в тренировочных или исследовательских целях. Постепенно выведен из эксплуатации в 1950 году.

## История создания
В 1944 году в рамках перевооружения палубной авиации ВМС ведущим авиационным фирмам США было выдано задание разработать проекты одноместного реактивного истребителя. Контракт на постройку трёх опытных образцов истребителя V-340 фирмы «Vought» и 65 серийных самолётов под обозначением F6U был подписан 29 декабря 1944 года. Для компании F6U стал первым реактивным самолётом. С целью уменьшения миделя фюзеляжа конструкторы выбрали в качестве силовой установки турбореактивный двигатель с осевым компрессором J34-WE-22 фирмы Westinghouse, размещённый в задней части фюзеляжа. Сопло выходило под хвостовую балку, на которой крепилось хвостовое оперение классической схемы, а воздухозаборники размещались под корневыми частями крыла. Короткая носовая часть F6U обеспечивала пилоту хороший передний обзор, важный при посадке на палубу авианосца. Впервые на самолётах фирмы «Vought» F6U имел трёхстоечное шасси с управляемым носовым колесом. Передняя стойка могла укорачиваться. При этом хвостовая часть самолёта поднималась вверх. В таком положении пилот мог перемещаться по палубе, используя ТРД, не представляя опасности для жизни технического персонала, стоящего позади самолёта.
В конструкции истребителя применялся новый лёгкий и прочный материал — металлит. Композиционный материал представлял собой совокупность двух алюминиевых листов, между которыми прокладывался слой сверхлёгкого дерева — бальзы. Слои склеивались и формовались в автоклаве. Использование металлита позволило уменьшить число подкрепляющих обшивку самолёта шпангоутов и нервюр, сделав конструкцию почти монококовой. Высококачественные металлитовые панели сводили к минимуму зазоры между листами обшивки. Это давало выигрыш в массе около тонны, а также положительно сказывалось на аэродинамике самолёта.
Чтобы предотвратить выход самолёта на трансзвуковую скорость полёта, на самолёт установили автоматические воздушные тормоза, которые ограничивали скорость полёта и не допускали выхода самолёта на нерасчётный режим.
Встроенное вооружение истребителя состояло из четырёх 20-мм пушек M-3 с боезапасом 150 снарядов на ствол, расположенных под кабиной лётчика. Впервые в США на самолёте применялась система опознавания «свой-чужой» АРХ-1 IIF.
Первый опытный экземпляр XF6U-1 изготовили летом 1946 года на заводе фирмы в Стратфорде. 2 октября 1946 года лётчик-испытатель Буи Гайтон поднял новый истребитель в воздух. Первый полёт закончился неудачно. В воздухе у XF6U-1 остановился двигатель. Лётчику удалось спланировать и совершить вынужденную посадку. В ходе последующих испытаний обнаружились серьёзные проблемы с аэродинамикой самолёта. В месте соединения стабилизатора и киля возникали местные скачки уплотнения, влиявшие на управляемость. Времени и средств на перепроектирование хвостовой части у фирмы не хватало. Поэтому выходом из ситуации сочли установку на втором опытном образце торпедообразного обтекателя на месте сочленения горизонтальных и вертикальных поверхностей хвостового оперения. Другим серьёзным недостатком, обнаруженным в ходе лётных испытаний, стали недостаточная путевая устойчивость и склонность самолёта к медленно затухающим колебаниям по рысканию. Аппарат неадекватно реагировал на положение рулей. На третьем опытном экземпляре этот недостаток был устранён увеличением площади киля. Это позволило убрать переднюю часть торпедообразного обтекателя. Отзывы лётчиков относительно лётных характеристик F6U Pirate оставляли желать лучшего. Их не устраивала низкая приёмистость и тяга двигателя J34-WE-22.
5 февраля 1947 года контракт на изготовление истребителей был изменён. Число серийных самолётов уменьшили до 30 единиц.
В 1948 году опытные машины XF6U-1 были возвращены на завод в Стратфорде для замены силовой установки на более совершенную J34-WE-30A. Увеличение длины нового двигателя повлекло за собой серьёзные изменения конструкции самолёта. Для компенсации изменившейся центровки и повышенной взлётной массы пришлось увеличивать площадь крыла. Были установлены треугольные зализы на задней кромке крыла. На горизонтальном оперении установили небольшие овальные вертикальные поверхности во избежание проблем с путевой устойчивостью.
В 1949 году испытания F6U Pirate завершились, и истребитель был официально принят на вооружение ВМС. Поставки серийных самолётов задержал переезд фирмы «Vought» на новую производственную базу недалеко от Далласа. Первый полёт серийного самолёта состоялся 29 июня 1949 года. К февралю 1950 года Было построено 30 самолётов.
На фоне принятых на вооружение в конце 1940-х годов истребителей F2H, F7U и F9F F6U Pirate был морально устаревшей моделью и использовался лишь в тренировочных и исследовательских целях. Средний налёт одного самолёта составлял 945 часов. У некоторых — всего шесть часов.

## Конструкция
Истребитель F6U-1 Pirate представляет собой моноплан с низкорасположенным крылом и однокилевым хвостовым оперением. Для повышения продольной устойчивости на горизонтальном оперении имеются две дополнительные вертикальные поверхности. Кабина лётчика оборудована катапультируемым креслом фирмы Martin-Baker JD-1. За кабиной размещается топливный бак. Ёмкость топливного бака 1211 л.
В средней части фюзеляжа располагается массивный силовой шпангоут, к которому крепятся главный лонжерон крыла, узлы установки двигателя и посадочный гак. Передняя и средняя части фюзеляжа обшиты панелями из металлита. Над двигателем и форсажной камерой, проходит силовая балка, к которой крепится киль.
Крыло трапециевидное, прямое, с суперкритическим профилем, с элеронами и закрылками. В корневой части крыла имеются большие зализы. К законцовкам крыла могут крепиться дополнительные топливные баки ёмкостью по 530 л.
Хвостовое оперение состоит из киля и горизонтальных стабилизаторов с рулями высоты. Рули высоты имеют триммеры. На верхней части киля крепится ПВД.
Двигатель J34 имеет 11-ступенчатый осевой компрессор, кольцевую камеру сгорания и двухступенчатую турбину. Воздухозаборники двигателя располагаются на нижней поверхности корневой части крыла.
Радиооборудование включает в себя радиостанцию, радиокомпас и систему опознавания «свой-чужой».

## Варианты
- XF6U-1 — три прототипа. Один оснащался двигателем 34-WE-30 с форсажной камерой, два — J34-WE-22[12].
- F6U-1 — серийный вариант, оборудованный форсажной камерой. Построено 30 машин[13].
- F6U-1P — один экземпляр, использовавшийся как разведчик[14].

## Тактико-технические характеристики
Приведённые характеристики соответствуют модификации F6U-1.
Источник данных: The Complete Book of Fighters 

Технические характеристики
- Экипаж: 1 (пилот)
- Длина: 11,46 м
- Размах крыла: 10,10 м
- Высота: 3,94 м
- Площадь крыла: 18,91 м²
- Профиль крыла: NACA 65-212
- Масса пустого: 3320 кг
- Максимальная взлётная масса: 5702 кг
- Силовая установка: 1 × ТРДФ Westinghouse J34-WE-30A[англ.]
  - Бесфорсажная тяга: 1 × 1360 кгс
  - Форсажная тяга: 1 × 1916 кгс

Лётные характеристики
- Максимальная скорость: 908 км/ч
- Практическая дальность: 1851 км
- Практический потолок: 14110 м
- Скороподъёмность: 40,95 м/с
- Нагрузка на крыло: 304 кг/м²
- Тяговооружённость: 0,327

Вооружение
- Стрелково-пушечное: 4 × 20-мм пушки M-3